# Disembolus implicatus
Disembolus implicatus là một loài nhện trong họ Linyphiidae. Loài này được phát hiện ở Hoa Kỳ.